# Yves Bissouma
Yves Bissouma, född 30 augusti 1996 i Issia, Elfenbenskusten, är en malisk fotbollsspelare som spelar för Premier League-klubben Tottenham Hotspur. Han spelar även för Malis landslag.

## Karriär
Den 17 juli 2018 värvades Bissouma av Brighton & Hove Albion, där han skrev på ett femårskontrakt. Han debuterade i Premier League den 11 augusti 2018 i en 2–0-förlust mot Watford.
Den 14 juni 2022 värvades Bissouma av Tottenham Hotspur, där han skrev på ett fyraårskontrakt.